# Iconodulie

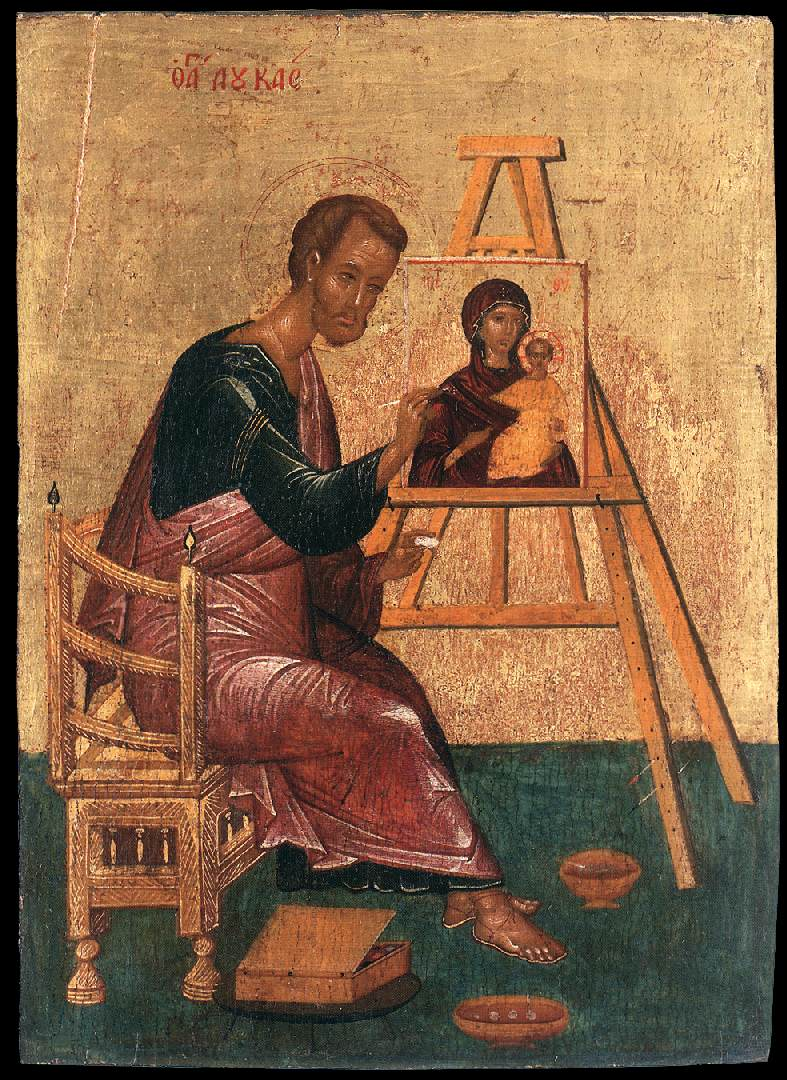
Saint Luc écrit une icône de la Vierge Marie. Selon la Tradition chrétienne, Saint Luc en aurait écrit trois, ce qui ferait de lui le premier iconographe chrétien.

L'iconodulie (du grec εικών / eikôn, image et δουλεία / douleia, service) est un courant de pensée en faveur des images religieuses, ou icônes, et de leur vénération, en opposition à l'iconoclasme.
Le terme est actuellement utilisé en relation à l’iconomachie byzantine (726-843). Les iconodules les plus renommés sont Germain Ier de Constantinople, saint Jean Damascène, Théodore Studite et Nicéphore Ier de Constantinople. La controverse est lancée par l'empereur byzantin Léon III l'Isaurien en 726. Jean Damascène affirma que l'interdiction des icônes équivaut à nier l'Incarnation, soit la présence de Dieu dans le monde terrestre. Si dans l'Ancien Testament les images de Dieu sont interdites, cette interdiction est levée puisque, par la venue de son Fils, Dieu s'est laissé voir. Le deuxième concile de Nicée (787) affirme que « l'honneur rendu à l'image remonte au prototype », autrement dit à la personne représentée, et non à l'image en soi. L'iconodulie triompha définitivement en 843.
L'iconophilie (du grec εικών / eikôn, image et φιλία / philia, amour) désigne ce courant de pensée pour d'autres périodes historiques.
Une même religion peut passer de l'aniconisme à l'iconisme (qui peuvent être l'un et l'autre globaux ou sélectifs), puis à l'iconophilie, en traversant des crises d'iconophobie (en) (fait d'être opposé, en théorie, aux images), l'attitude des iconophobes n'impliquant pas nécessairement, en pratique, une iconomachie (lutte contre les images) ou une iconoclastie (destruction des images).

## Survol historique de la crise iconoclaste (726-843)

### Le début de la crise iconoclaste (726-754)
Au début du VIIIe siècle, l'iconoclasme gagna certains évêques de l'Empire, puis l'empereur Léon III l'Isaurien (717-741), qui l'adopta en 726 et l'officialisa en 730, lorsqu'il demanda au patriarche Germain Ier de Constantinople (715-730) d'y souscrire. Les catastrophes militaires du VIIe siècle et du début du VIIIe siècle, ainsi que les éruptions volcaniques sur les îles de Théra et Thirassia dans la mer Égée, convainquirent l'empereur que son Empire s'était attiré la colère de Dieu en raison de la vénération des images. La réaction iconoclaste au culte des images est aussi due à l'intensité nouvelle que prenait ce culte depuis la fin du VIIe siècle : les images chrétiennes avaient certes toujours existé, mais l'intensité de leur vénération s'était récemment décuplée, ce que certains considérèrent comme une innovation condamnable.
C'est dans ce contexte historique que l'empereur adopta l'iconoclasme. Toutefois, il ne semble pas avoir instauré une politique iconoclaste à grande échelle accompagnée d'une destruction systématique des images religieuses dans tout l'Empire. Aussi, certains évêques avaient aussi adopté l'iconoclasme pour des raisons proprement théologiques : ils invoquaient les interdits vétérotestamentaires (qui relèvent de l'Ancien Testament), notamment le 2e commandement (Exode 20, 4), et accusaient les iconodules d'idolâtrie. Les iconodules répondirent à ces accusations par des arguments christologiques.

### Le concile de Hiéreia (754)
La réponse christologique des iconodules aux arguments vétérotestamentaires des iconoclastes entraîna ces derniers sur la voie christologique. L'empereur Constantin V (741-775), fils de Léon III l'Isaurien, rédigea vers la fin des années 740 un traité théologique qui inspirera le Horos (définition dogmatique) du concile de Hiéreia (754) : les Peuseis. Ce traité a formulé une doctrine liant la christologie du concile de Chalcédoine (451) avec l’iconoclasme. L’empereur durcit ses politiques iconoclastes en 765/766 et persécuta notamment des communautés monastiques, probablement en représailles à un complot contre sa personne.

### L'entre-deux iconodule (780-815) et leVIIeconcile œcuménique (Nicée II, 787)
Léon IV le Khazar (775-780), fils de Constantin V, succéda à ce dernier en 775. Il perpétua la politique iconoclaste de son père, mais l'appliqua moins sévèrement. À sa mort, en 780, son fils Constantin VI (780-797), âgé de dix ans, lui succéda. La régence de l'Empire alla à sa mère, Irène (797-802). Celle-ci, manifestement iconodule, convoqua le deuxième concile de Nicée, qui deviendra le VIIe concile œcuménique de l'Église, en 787, et qui rétablit la vénération des icônes.

### La deuxième phase de la crise iconoclaste (815-843)
En 790, Constantin VI accéda au trône. Il s'ensuivit une période de conflits internes, de coups d'État, de morts sur le champ de bataille et d'abdications à la fin de laquelle l'empereur Léon V l'Arménien (813-820) accéda au trône. Ce dernier réintroduisit l'iconoclasme en 815. Comme Léon III l'Isaurien, Léon V l'Arménien attribuait les catastrophes militaires contre les Bulgares et les Arabes à la colère de Dieu. Le patriarche Nicéphore Ier de Constantinople (806-815) s'opposa à ce retour de l'iconoclasme, mais fut forcé d'abdiquer en mars 815 et s'exila. Théodotos Kassiteras fut consacré patriarche le dimanche de Pâques. Peu après, il convoqua le synode patriarcal (l'assemblée d'évêques siégeant en permanence avec le patriarche) qui réaffirma les décisions du concile de Hiéreia (754) et rejeta celles du deuxième concile de Nicée (787). Les évêques qui s'opposèrent à l'iconoclasme furent relevés de leur fonction. Plusieurs moines, notamment Théodore Studite (759-826), refusèrent tout compromis doctrinal et défendirent la vénération des icônes, en rétorquant aux arguments du concile de Hiéreia (754) et en réaffirmant l'unicité de la personne du Christ définie au concile de Chalcédoine (451).

### Le Triomphe de l'Orthodoxie (843)

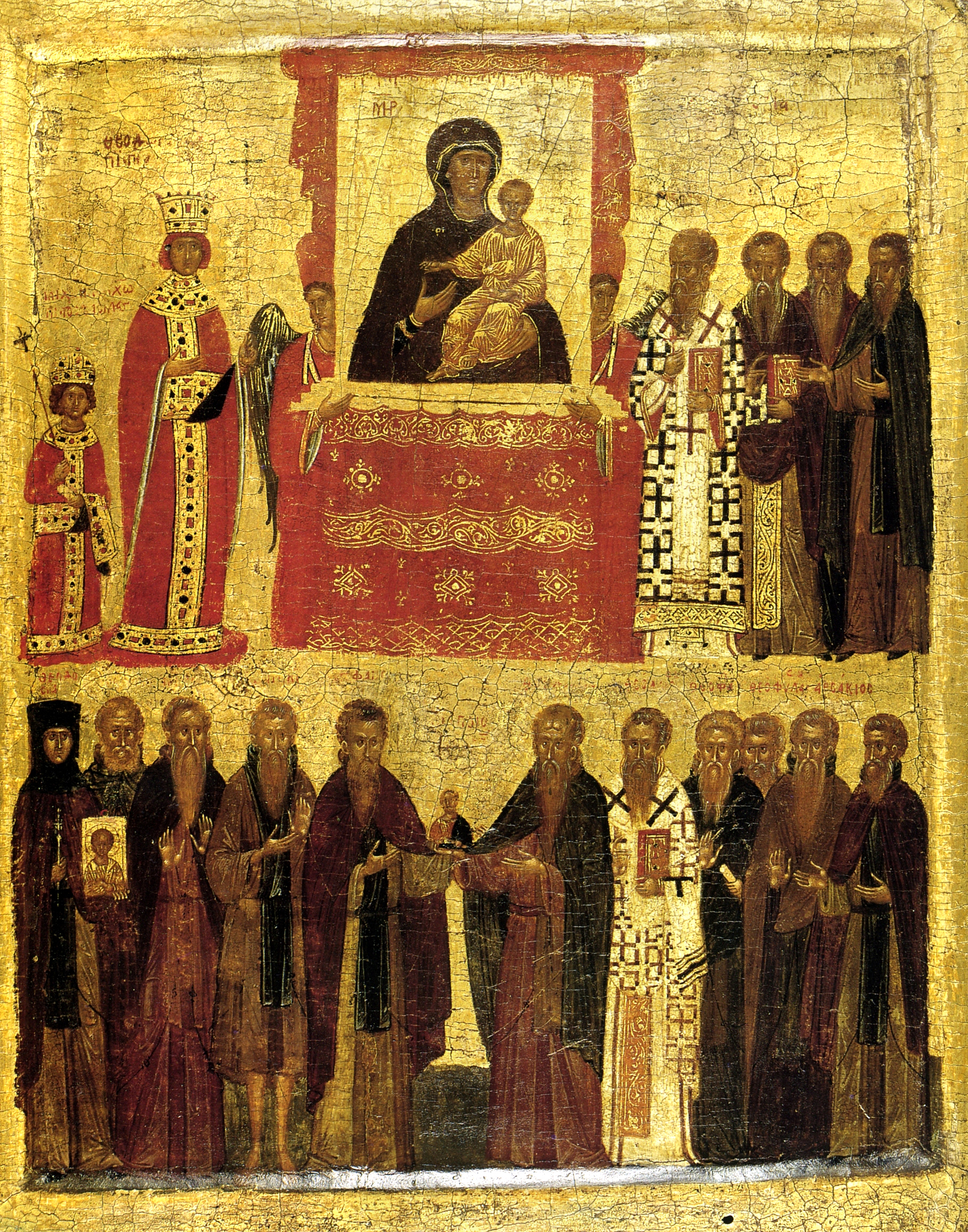
Icône du XIVe ou du XVe siècle illustrant le Triomphe de l'Orthodoxie.

L'iconoclasme fut maintenu par Michel II (820-829) et Théophile (829-842), les successeurs de Léon V l'Arménien. À la mort de Théophile, en 842, le pouvoir tomba entre les mains de son épouse Théodora, régente pour son fils Michel III, alors âgé de deux ans. Le patriarche iconoclaste Jean VII le Grammairien (837-843) fut déposé et remplacé par Méthodios. Celui-ci convoqua le synode patriarcal, qui déclara le deuxième concile de Nicée (787) œcuménique et condamna le concile de Hiéreia (754) et le synode iconoclaste de 815. Le 11 mars 843, premier dimanche du Grand Carême, l'iconoclasme fut anathématisé lors d'une grandiose cérémonie à la Sainte-Sophie. Aujourd'hui encore, l'Église orthodoxe et les Églises grecques-catholiques célèbrent, chaque premier dimanche du Grand Carême, le Triomphe de l'Orthodoxie.

## Évolution historique de l'iconodulie byzantine

### L'interprétation chrétienne des interdits vétérotestamentaires
Avant l'Incarnation, l'humanité n'avait pour seule connaissance de Dieu que ses paroles : « Et l'Éternel vous parla du milieu du feu ; vous entendîtes le son des paroles, mais vous ne vîtes point de figure, vous n'entendîtes qu'une voix » (Deutéronome 4, 12). La connaissance de Dieu par ses paroles était donc permise et transmise par les Écritures. Néanmoins, la connaissance de Dieu par les images ne l'était pas (Exode 20, 4), car ces images auraient nécessairement été le produit de l'imagination, le peuple n'ayant jamais vu Dieu. Pour cette raison, les Juifs, les païens et des chrétiens membres de sectes hérétiques, avant les iconoclastes, accusaient les chrétiens d'idolâtrie au cours de débats, comme il ressort des traités écrits par différents personnages chrétiens entre le Ve et le VIIIe siècles.
Les auteurs de ces traités rappellent que l'art religieux en soi n'a pas été totalement prohibé par Dieu lorsqu'Il s'est adressé à son peuple, puisqu'Il ordonna la construction de deux chérubins sortant du propitiatoire de l'Arche de l'alliance (Exode 25, 10-21). Or, l'Arche et les chérubins, de même que les Livres de la Loi, étaient vénérés par les Juifs. Les chrétiens en concluent donc que l'art peut exprimer des réalités spirituelles et divines, tant qu'il agisse dans les limites fixées par Dieu.
Cela dit, la théologie de l'icône avant la crise iconoclaste en était encore à sa forme primitive : l'icône et, plus généralement, l'image religieuse, n'étaient pas systématiquement encouragées, mais plutôt tolérées, dans la mesure où elles permettent aux fidèles n'ayant pas atteint la pleine maturité spirituelle d'avoir tout de même accès aux réalités immatérielles par le biais de réalités matérielles.

### La levée des interdits vétérotestamentaires par l'Incarnation: GermainIerde Constantinople

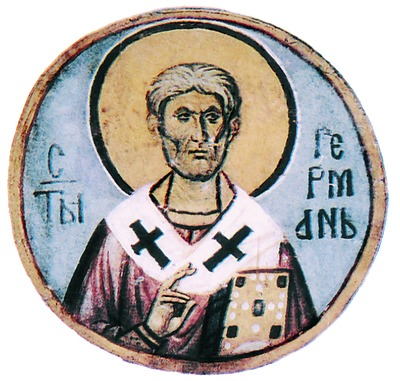
Patriarche Saint Germain de Constantinople (715-730).

Dans leurs débats contre les iconoclastes, les iconodules justifièrent la vénération des images par des arguments christologiques, auxquels l'esprit chrétien de leurs adversaires était sensible. Le patriarche Germain Ier de Constantinople affirme que les interdits vétérotestamentaires ont été levés par l'Incarnation. En effet, s'il était auparavant interdit de représenter Dieu, car il n'avait pas été vu (Deutéronome 4, 12), cette interdiction perdit son sens le jour où Dieu s'incarna dans la chair et devint consubstantiel aux humains, c'est-à-dire qu'il devint pleinement humain en Jésus-Christ. Refuser de représenter Dieu sous sa forme humaine, en représentant le Christ, revenait à nier l'humanité du Christ et toute son œuvre rédemptrice.
Germain Ier de Constantinople expliquait ainsi l'effet de l'Incarnation :

« Mais puisque le fils unique qui est dans le sein du Père et qui a rappelé sa propre forme de la mort a jugé bon de devenir homme, par la bonne volonté du Père et de l'Esprit Saint, ainsi partageant le sang et la chair semblables à nous, comme le dit le grand apôtre : « En toutes choses, il est devenu semblable à nous, sauf en péché » (Hébreux 4, 15), nous façonnons l'empreinte de son humanité et son image selon la chair. »

### L'équivalence des Écritures et des images à la suite de l'Incarnation: Jean Damascène

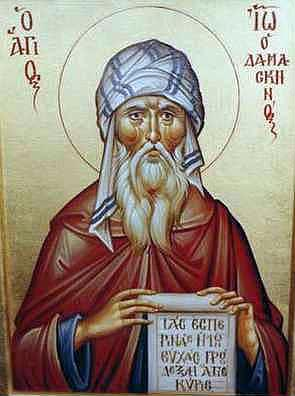
Saint Jean Damascène (676-749).

Saint Jean Damascène (676-749) – un moine syrien qui résidait alors en Palestine, donc hors de l'Empire – fut probablement, avec Germain Ier de Constantinople, l'un des défenseurs les plus acharnés des images saintes durant la première phase de la crise iconoclaste. Il reprend l'argument christologique de l'Incarnation et le relie aux interdits vétérotestamentaires pour établir une équivalence entre les Écritures et les images. Il affirme que l'Incarnation lève l'interdit de l'Ancien Testament, car les apôtres et les disciples du Christ n'ont pas, contrairement aux prophètes de l'Ancien Testament, entendu qu'une voix sans voir d'image (Deutéronome 4, 12) : ils ont au contraire vu l'image du Seigneur lorsque celui-ci s'est fait chair tout en entendant ses paroles. Par l'Incarnation, le Seigneur établit une égalité entre l'ouïe et la vision : « Heureux sont vos yeux parce qu’ils voient et vos oreilles parce qu'elles entendent » (Matthieu 13, 16).

L'Incarnation établit donc un lien étroit entre la parole et l'image. Néanmoins, si la génération des apôtres a vu et entendu le Christ, comment assurer aux générations futures un accès égal à la parole et à l'image du Christ ? L'accès à la parole est assuré par les Évangiles et l'accès à l'image, par les icônes du Christ. Or, le Christ n'a nulle part explicitement ordonné qu'on mette ses paroles sur papier, ni n'a ordonné qu'on peigne son visage sur une planche. Ces deux formes de représentations ont été jugées bonnes par l'Église, afin d'assurer aux générations futures l'accès à l'image et à la parole du Seigneur. 

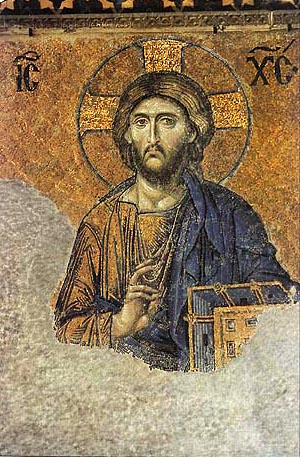
Portion de la mosaïque de la Déisis représentant le Christ pantocrator, Basilique Sainte-Sophie.

Jean Damascène décrit ainsi le lien entre la parole et l'image :

« Les apôtres ont donc vu corporellement le Christ, ses souffrances et ses miracles, et ils ont entendu ses paroles ; et nous aussi nous désirons voir, entendre et être proclamés heureux. Ils l'ont vu face à face, puisqu'il était présent corporellement ; mais pour nous, il n'est pas présent corporellement. Cependant, si nous écoutons ses paroles dans les livres et si notre ouïe est sanctifiée et par elle notre âme, si nous sommes alors proclamés heureux et si nous vénérons et honorons ces livres qui nous ont permis d'écouter ses paroles, nous pouvons aussi, grâce au dessin des images, contempler la représentation de sa figure corporelle, de ses miracles et de ses souffrances ; nous sommes alors sanctifiés, remplis de certitude et nous nous réjouissons, nous sommes proclamés heureux et nous vénérons, nous honorons sa figure corporelle et nous prosternons devant elle. »

Jean Damascène n'était pas le premier à établir une équivalence entre les Écritures et les images. En effet, bien avant la crise iconoclaste, il était courant de considérer les images comme une représentation visuelle des récits racontés dans les Écritures. Grégoire Ier (590-604), célèbre pape de Rome, écrivait en 599 une lettre à l'évêque Sérénus de Marseille dans laquelle il expliqua que : « [les images] se trouvent dans les églises pour que les illettrés, en regardant les murs, puissent comprendre ce qu'ils ne peuvent pas lire dans les livres. ».
L'équivalence entre les Écritures et les images avait donc déjà été établie avant la crise iconoclaste. Néanmoins, cette équivalence n'avait pas de réelle valeur théologique et était surtout justifiée par la nécessité de rendre la connaissance des récits bibliques accessible aux illettrés. L'équivalence avait donc principalement un but éducationnel. Jean Damascène a poussé plus loin la réflexion, puisqu'il a lié cette équivalence avec l'Incarnation, lui conférant ainsi une réelle valeur théologique, plutôt qu'une simple valeur éducationnelle.

### La possibilité de représenter les prophètes, les saints et la Théotokos à la suite de la Rédemption: Jean Damascène

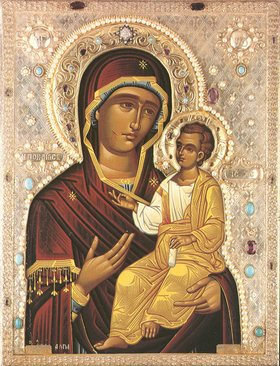
Icône russe du Xe siècle de la Théotokos représentée dans le type canonique de l'Odigitria (qui montre la Voie, c'est-à-dire le Christ).

La représentation des prophètes, des saints et de la Théotokos (la Vierge Marie, Mère de Dieu) était également condamnée par certains iconoclastes en tant qu'idolâtrie. Jean Damascène justifia cette représentation par l'œuvre rédemptrice du Christ, qui racheta les péchés de l'humanité déchue et ramena l'humain dans la gloire divine. En effet, au moment de la Création, Adam et Ève ont été faits à l'image de Dieu (Genèse 1, 26). L'humain, alors à l'image du Père, devait prendre part à la gloire divine du Père. Néanmoins, la chute d'Adam et d'Ève les extirpa de la gloire divine en les expulsant du jardin d'Éden, altérant leur ressemblance à Dieu (Genèse 1, 23) : l'image devint une distorsion. Toutefois, le Père n'oublia pas ses enfants et leur parla à travers les prophètes de l'Ancien Testament, pour finalement les réconcilier avec lui par l'Incarnation en Jésus-Christ. En assumant la forme humaine et en vivant parmi les humains, Dieu permit à ces derniers de le connaître.
Néanmoins, cette connaissance ne suffisait pas, car la chute d'Adam et d'Ève avait distordu l'image divine de l'humanité entière et avait soumis l'humanité entière à la mort. L'humanité devait donc être rachetée, ce pourquoi le Christ mourut, descendit aux Enfers et ressuscita le troisième jour : afin que sa résurrection soit celle de l'humanité entière. En vainquant la mort et en montant au paradis, Jésus montra à l'humanité entière le chemin à suivre pour la vie éternelle – lui-même étant ce chemin (Jean 14, 4-7). Ayant racheté l'humanité, le Christ rendit possible la représentation des prophètes et des saints, puisque toute l'humanité a retrouvé la possibilité de vivre à l'image de Dieu et de participer à sa gloire divine. En ce qui concerne la Théotokos, celle-ci étant pleinement humaine, la même justification s'applique. Néanmoins, ayant porté le Seigneur en son sein, elle fut le premier être humain à prendre part à la gloire divine depuis Adam et Ève. Son image revêt donc, avec celle du Christ, une importance particulière.

### La différence entre vénération et adoration: leVIIeconcile œcuménique (Nicée II, 787)

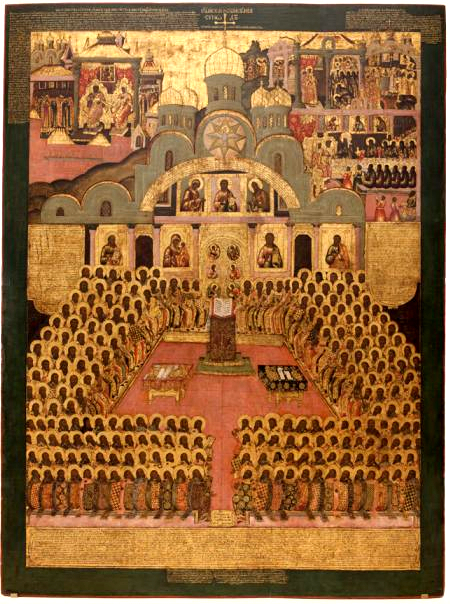
Le VIIe concile œcuménique (Nicée II, 787), couvent de Novodievitchi, Moscou.

Le deuxième concile de Nicée (787) rétablit la vénération des icônes en réaffirmant d'une part leur rôle éducationnel – cet argument fut avancé par le pape Adrien Ier (772-795) dans ses deux lettres au concile, dans lesquelles il cite Grégoire Ier – et en définissant clairement la différence entre les termes vénération et adoration. Si l'adoration des icônes est condamnée, car elle revient à de l'idolâtrie, leur vénération est encouragée puisque, comme l'écrivait Basile de Césarée (329-379) quatre siècles plus tôt, « l'honneur rendu à l'image remonte au prototype ». Autrement dit, la vénération n'est pas rendue à la planche de bois ou à la mosaïque, mais à la personne représentée. L'adoration, quant à elle, est réservée à Dieu seulement.
Puisque l'image était, pour les iconodules, nécessairement différente du prototype, l'Eucharistie ne pouvait être une image du Christ tout en étant la chair et le sang réels du Christ. Le concile a donc condamné l'enseignement iconoclaste selon lequel seule l'Eucharistie constitue la seule image du Christ – les iconoclastes considéraient l'image comme nécessairement différente du prototype, d'où leur rejet des icônes – et accusèrent les iconodules de mettre en danger la doctrine de la présence réelle du Christ dans l’Eucharistie.

### L'argumentation chalcédonienne: Théodore Studite et Nicéphore

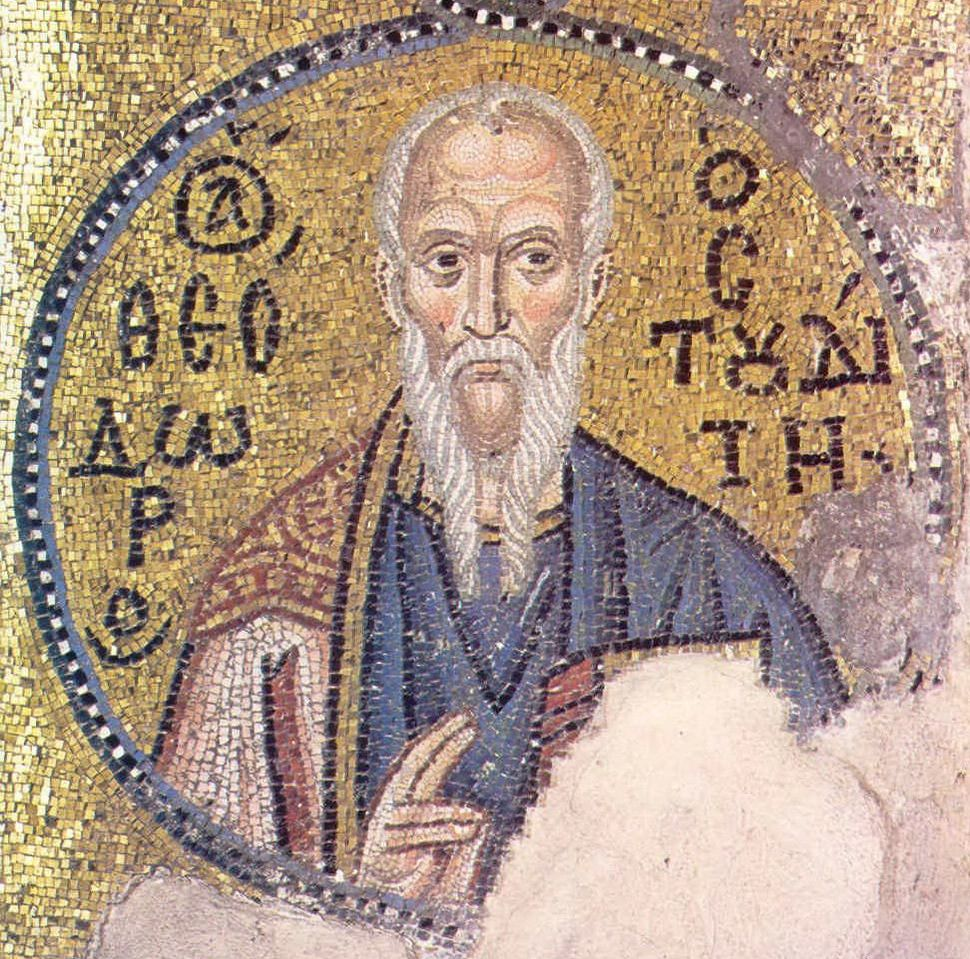
Mosaïque du XIe siècle représentant Saint Théodore Studite (759-826), monastère Nea Moni de Chios.

Le concile de Chalcédoine (451) avait émis une distinction très nette entre la nature et la personne : Jésus-Christ était certes constitué de deux natures, l’une humaine et l’autre divine, mais ces deux natures étaient parfaitement unies en une seule personne. Le Christ est donc parfaitement Dieu et parfaitement homme. Les iconodules de la deuxième phase de la crise iconoclaste, à leur tête le moine Théodore Studite et l'ancien patriarche Nicéphore Ier de Constantinople, reprirent cette définition pour réfuter la doctrine du concile de Hiéreia (754), elle-même inspirée du concile de Chalcédoine (451).
Le concile iconoclaste de Hiéreia (754) affirma que l'icône du Christ posait les fidèles devant un dilemme. Soit l'icône représente les deux natures du Christ ensemble, ce qui confond les deux natures en une nature et nie l'existence des deux natures séparées, ce qui revient à du monophysisme, soit l'icône représente seulement la nature humaine – puisque la nature divine n'est pas représentable –, ce qui sépare le Christ en deux personnes, l'une humaine et représentée et l'autre divine et immatérielle, et revient à du nestorianisme.
Les iconodules rétorquèrent que l'icône représente la personne du Christ, tel qu'il s'est rendu visible par l'Incarnation. Ils réaffirmèrent donc le fondement de la théologie chalcédonienne : les deux natures du Christ sont unies en une seule personne. Ce faisant, se demander comment l'on peut représenter le Christ sans confondre ou séparer ses natures est, pour les iconodules, hors propos, puisque c'est la personne du Christ, tout entière, qui est représentée – de la même manière que c'est le Christ, tout entier, humain et divin, qui s'est fait voir par l'Incarnation et qui a vécu auprès des apôtres.

### Histoire
- (en) Leslie Brubaker et John Haldon, Byzantium in the Iconoclast Era, c. 680-850 – A History, Cambridge University Press, 2011, 944 p.
- (en) Justo L. Gonzalez, The Story of Christianity – Volume 1 : The Early Church to the Dawn of the Reformation, New York, Harper Collins Publishers, 1984, 448 p.
- (en) Andrew Louth, Greek East and Latin West, The Church AD 681-1071, Crestwood, St Vladimir's Seminary Press, 2007, 382 p.
- (en) John Meyendorff, Imperial Unity and Christian Divisions, The Church AD 450-608, Crestwood, St Vladimir’s Seminary Press, 1989, 402 p.

### Théologie
- (en) Alexander Alexakis, « The « Dialogue of the Monk and Recluse Moschos concerning the Holy Icons », An Early Iconophile Text » dans Dumbarton Oaks Papers, 1998, vol. 52, p. 187-224.
- (en) Norman H. Baynes, « The Icons before Iconoclasm ». Harvard Theological Review, 1951, vol. 44, no 02, p. 93-106.
- Stéphane Bigham, Les Images chrétiennes de Constantin le Grand à la période posticonoclaste (313-900), Montréal, Médiaspaul, 2010, 477 p.
- Jean Damascène (trad. Anne-Lise Darras-Worms), Le Visage de l'invisible, Paris, Migne, 1994, 192 p.
- Jean Meyendorff, Initiation à la théologie byzantine, Paris, Cerf, 1975, 320 p.
- Léonide Ouspensky, La Théologie de l'icône dans l'Église orthodoxe, Paris, Cerf, 1980, 527 p.
- Michel Quenot, L'Icône, Paris, Cerf, 1987, 212 p.

### Concepts
- Icône (religion)
- Iconoclasme

### Personnages iconodules
- Germain Ier de Constantinople
- Jean Damascène
- Théodore Studite
- Nicéphore Ier de Constantinople
- Irène l'Athénienne
- Théodora (femme de Théophile)

### Personnages iconoclastes
- Léon III l'Isaurien
- Constantin V
- Léon V l'Arménien
- Jean VII le Grammairien
- Michel II (empereur byzantin)
- Théophile (empereur byzantin)

### Histoire
- Période iconoclaste de l'Empire byzantin
- Concile de Hiéreia
- Deuxième concile de Nicée